# Gulfotad trädblomfluga
Gulfotad trädblomfluga (Spilomyia diophthalma) är en tvåvingeart som först beskrevs av Carl von Linné 1758.  Gulfotad trädblomfluga ingår i släktet trädblomflugor, och familjen blomflugor.
Artens utbredningsområde är Sverige. Arten är reproducerande i Sverige. Inga underarter finns listade i Catalogue of Life.